# For Seksløberens Domstol
For Seksløberens Domstol er en amerikansk stumfilm fra 1918 af Tod Browning.

## Medvirkende
- Edith Storey - Alva Leigh
- Wheeler Oakman - Dick Randall
- Ralph Lewis - Duncan
- Alberta Ballard
- Charles West - Donald Jaffray